# Lemme de régularité de Szemerédi
En théorie des graphes, le lemme de régularité de Szemerédi ou simplement lemme de régularité, est un résultat de partitionnement de graphe. Il exprime qu'un graphe assez grand peut toujours être découpé en un petit nombre de morceaux de telle sorte que les arêtes entre ces morceaux se comportent de façon très régulière.

## Définitions des objets
Soit G un graphe non orienté, X et Y deux sous-ensembles de sommets (non nécessairement disjoints). La densité du couple (X,Y) est la quantité suivante :
{\displaystyle d(X,Y):={\frac {\left|E(X,Y)\right|}{\left|X\right|\left|Y\right|}}},
où E(X,Y) désigne l'ensemble des arêtes reliant un sommet de X à un sommet de Y.
Pour tout ε > 0, un couple (X,Y) est dit ε-pseudo aléatoire, si pour tous les sous-ensembles A de X et B de Y, tels que : {\displaystyle |A|\geq \varepsilon |X|} et{\displaystyle |B|\geq \varepsilon |Y|}, on a :
{\displaystyle \left|d(X,Y)-d(A,B)\right|\leq \varepsilon .}
Enfin, une partition de l'ensemble des sommets V1, ...,  Vk est dite ε-régulière si :
- pour tout i, j : ||Vi| − |Vj|| ≤ 1;
- Toutes les paires Vi, Vj, i < j, à l'exception de  εk2, sont ε-pseudo-aléatoires.

## Énoncé
Le lemme de régularité peut alors s'énoncer ainsi :

« Pour tout ε > 0 et tout entier positif m, il existe un entier M tel que si G est un graphe contenant M arêtes, il existe un entier k compris entre m et M tel qu'on puisse faire une k-partition ε-régulière des sommets de G. »

## Variantes
Il existe plusieurs variantes du résultat, par exemple on peut avoir les classes de même taille exactement, si on autorise une classe spéciale qui ne respecte pas la condition de régularité (dont on peut assurer la petite taille),.

## Lien avec les graphes aléatoires
Le lemme de régularité permet de dire, que les grands graphes peuvent dans certains cas être vu comme des graphes aléatoires d'un certain type. Plus précisément, tout graphe est approché par une union d'un nombre constant de graphes bipartis. En ce sens, il aide parfois à montrer des résultats sur des graphes arbitraires quand le résultat est vérifié pour les graphes aléatoires.

## Histoire et extensions
Le lemme a d'abord été montré par Endre Szemerédi en 1975, comme une étape dans sa démonstration du résultat appelé aujourd'hui théorème de Szemerédi sur les progressions arithmétiques. Il a ensuite montré le résultat pour les graphes généraux.

## Applications
Le lemme permet de montrer le théorème d'Erdős-Stone et des résultats en théorie des graphes extrémaux.
Il est notamment utilisé en test de propriété.

## Article lié
- Demi-graphe